# Liste der umbenannten Straßen in Lübeck
Die Liste der umbenannten Straßen in Lübeck führt Lübecker Straßen auf, deren Bezeichnungen seit der Einführung amtlich festgelegter Straßennamen im Jahre 1852 geändert wurden. Kleinere Änderungen der Schreibweisen zur Anpassung an veränderte Gepflogenheiten bei der Rechtschreibung und dergleichen werden hierbei nicht erfasst.
| Heutiger Straßenname                | Benennungsjahr         | Frühere Straßennamen seit 1852 | Anmerkungen |
| ----------------------------------- | ---------------------- | --- | --- |
| Adolfplatz (südlicher Bereich)      | 1946                   | St.-Gertrud-Ring (1902–1946) | Der südlich am bestehenden Adolfplatz vorbeilaufende St.-Gertrud-Ring wurde 1946 dem Platz zugeschlagen. |
| Am Bertramshof                      | 1946                   | Oberst-von-Rettberg-Straße (1937–1946) | Vor 1946 benannt nach Karl von Rettberg, Kommandeur des Infanterie-Regiments „Lübeck“ (3. Hanseatisches) Nr. 162 im Ersten Weltkrieg. |
| Am Bullenkrooch                     | 1938                   | Friedrichstraße (1927–1938) | |
| Am Dornbusch                        | 1938                   | Sophienstraße (1927–1938) | |
| Am Dovensee                         | 1938                   | Bahnhofsstraße ([?]–1938) | |
| Am Dreworp                          | 1939                   | Am Moor (1939) | Nicht identisch mit der Straße Am Moor, die ihren Namen 1939 parallel zu dieser Umbenennung erhielt. Die vermutlich irrtümlich erfolgte Doppelvergabe des Namens war wahrscheinlich der Grund für die Änderung noch im selben Jahr. |
| Am Krautacker                       | 1946                   | Jodlbauerstraße (1937–1946) | Zunächst, wie viele Straßen der Teutendorfer Siedlung, benannt nach einem Flieger bzw. Flugzeugbauer: Kurt Jodlbauer († 1937, siehe Messerschmitt Bf 109) |
| Am Kücknitzer Sandberg              | 1938                   | Sandberg (1924–1938) | |
| Am Lotsenberg                       | 1938                   | Neustraße (1887–1938) | Die Umbenennung erfolgte, da aufgrund der Eingemeindung bisher separat organisierter Orte des Stadtgebiets als neue Stadtteile doppelt verwendete Straßennamen geändert werden mussten. |
| Am Nöltingshof                      | 1947                   | Immenstich (1946–1947) | |
| Am Schlutuper Markt                 | 1938                   | Markt ([?]-1938) | Die Umbenennung erfolgte, da aufgrund der Eingemeindung bisher separat organisierter Orte des Stadtgebiets als neue Stadtteile doppelt verwendete Straßennamen geändert werden mussten. |
| Am Teichrand                        | 1946                   | Contermannstraße (1940–1946) | zuerst, wie verschiedene Straßen der Teutendorfer Siedlung, benannt nach einem Flieger: Leutnant Heinrich Contermann (1896–1917) |
| Am Waldsaum                         | 1954                   | - Schaustellerplatz (1927–1954) - Festwiese (1935–1954)                                                                                      | Die Zufahrtstraße zum Volksfestplatz, der selber jedoch ursprünglich ohne Nummer der Israelsdorfer bzw. Travemünder Allee zugeordnet war und später die Adresse Travemünder Allee 50 trug (die bis heute gültige Adresse Travemünder Allee 50c ergab sich, als an der Einmündung des Waldsaums in die Travemünder Allee ein Haus errichtet wurde, das aufgrund der Reihenfolge die Nr. 50 erhalten musste). |
| An der Bäk                          | 1946                   | Seitensteuer (1935–1946) | Zunächst benannt nach einem Objekt des Flugzeugbaus, wie mehrere Straßen der Teutendorfer Siedlung, die für Beschäftigte der Erprobungsstelle See erbaut wurde |
| An der Hülshorst                    | 1943                   | Hülshorstweg (1943) | Der ursprüngliche Straßenname war nur von Oktober bis Dezember 1943 in Verwendung. |
| An der Obertrave                    | 1884                   | (An der) Trave (1852–1884) | Die heutige Straße An der Obertrave entspricht dem südlich der Holstenbrücke gelegenen Teil des vormaligen Straßenzugs Trave. |
| An der Untertrave                   | 1884                   | (An der) Trave (1852–1884) | Die heutige Straße An der Untertrave entspricht dem nördlich der Holstenbrücke gelegenen Teil des vormaligen Straßenzugs Trave. |
| Arfrader Straße                     | 1945                   | Braunau-Weg (1935–1945) | 1935–1945 benannt nach Hitlers Geburtsstadt Braunau am Inn. In den Akten des Tiefbauamtes ist der Name bei der Umbenennung 1945 fälschlich als Braunau-Straße verzeichnet. |
| Auf dem Kiekeberg                   | 1946                   | Bernertstraße (1937–1946) | 1937–1946 benannt nach Otto Bernert. |
| August-Bebel-Straße                 | Zwischen 1945 und 1951 | - Moislinger Hauptstraße (1915–1928) - August-Bebel-Straße (1928–1933) - Horst-Wessel-Straße (1933–1945) - Moislinger Hauptstraße (1945-[?]) | 1933–1945 benannt nach Horst Wessel. Die Rückbenennung in August-Bebel-Straße ist in den Akten des Tiefbauamtes nicht auffindbar dokumentiert. Festgehalten ist nur, dass 1945 die vorhergehende Bezeichnung Moislinger Hauptstraße wieder eingeführt wurde; wann die anschließende erneute Änderung erfolgte, lässt sich nicht erschließen. Im Adressbuch für 1951 ist die Straße jedoch wieder als August-Bebel-Straße aufgeführt. |
| Außenallee                          | 1945                   | - Außenallee (1887–1934) - Horst-Wessel-Allee (1934–1945)                                                                                    | 1934–1945 benannt nach Horst Wessel. |
| Beim Rosenwasser                    | 1938                   | Heinrichstraße ([?]-1938) | |
| Bleichenweg                         | 1938                   | Bleicherstraße (1877–1938) | |
| Blocksquerstraße                    | 1884                   | Blocksdwasstraße (1852–1884) | |
| Bögengang (Teilstück)               | 1938                   | Bergstraße ([?]-1938) | Da bereits eine Bergstraße im Stadtteil St. Gertrud existierte und zudem durch die Umbenennung des Moislinger Judenbergs (siehe Moislinger Berg in dieser Liste) 1933 vorübergehend eine weitere Straße dieses Namens entstanden war, wurde die Schlutuper Bergstraße dem bereits bestehenden Bögengang zugeschlagen und erhielt seine Bezeichnung. |
| Brinkweg                            | 1938                   | Brehmerstraße (1886–1938) | 1886–1938 benannt nach Heinrich Brehmer. |
| Clara-Schumann-Straße               | 2020                   | Pfitznerstraße (1957–2020) | Die Lübecker Bürgerschaft beschloss am 31. Januar 2019, dass die nach dem antisemitischen Komponisten und Autor Hans Pfitzner benannte Straße eine neue Bezeichnung erhalten soll. In seiner Sitzung am 7. September 2020 setzte der städtische Bauausschuss den Bürgerschaftsbeschluss um und legte fest, dass die Straße fortan den Namen der Komponistin und Pianistin Clara Schumann trägt, passend zu den ebenfalls nach Musikern benannten Straßen der Umgebung. Die Entscheidung wurde Anfang Dezember 2020 umgesetzt. |
| Clemensstraße                       | 1927                   | Clemenstwiete (1852–1927) | |
| Dankwartsgrube                      | 1884                   | Dankwärtsgrube (1852–1884) | |
| Danzmannstraße                      | 1938                   | Marienstraße (1887–1938) | |
| Dr.-Julius-Leber-Straße             | 1946                   | Johannisstraße (1852–1946) | |
| Dummersdorfer Scheide               | 1950                   | Am Pflug ([?]-1950) | Das Datum der ursprünglichen Benennung ist aus den Akten des Tiefbauamts nicht ersichtlich. |
| Elbingstraße                        | 1960                   | Schneidemühlenstraße (1959–1960) | Nicht identisch mit der unweit davon gelegenen, 1959 gewidmeten Schneidemühlstraße. |
| Eschenburgstraße                    | 1914                   | Luisenstraße (1869–1914; nur ein Teilstück war von der Umbenennung betroffen)                                                                | Die Eschenburgstraße entstand durch Umbenennung des südwestlichen Endes der bestehenden Luisenstraße ab der Kreuzung mit dem Sandberg. |
| Farnstieg                           | 1950                   | Hopfenweg ([?]-1950) | Das Datum der ursprünglichen Benennung ist aus den Akten des Tiefbauamts nicht ersichtlich; nicht identisch mit dem Farnstieg, der im selben Jahr den bis heute gültigen Namen Roggenstieg erhielt (siehe unten). |
| Forstmeisterweg                     | 1928                   | Luisenstraße (1869–1928; nur ein Teilstück war von der Umbenennung betroffen)                                                                | Der Forstmeisterweg entstand durch Umbenennung des nordöstlichen Endes der bestehenden Luisenstraße ab der Kreuzung mit dem Glashüttenweg. |
| Friedhofsallee (nördlicher Teil)    | 1946                   | Kleinaustraße (1940–1946) | Die Kleinaustraße wurde als Verlängerung der bestehenden Friedhofsallee zugeschlagen. |
| Friedrich-Ebert-Hof                 | 1947                   | - Friedrich-Ebert-Hof (1930–1933) - Ludwig-Schleich-Straße (1933–1947)                                                                       | 1933–1947 benannt nach Carl Ludwig Schleich. |
| Geibelplatz                         | 1936                   | Königstraße (1852–1936); die Umbenennung betraf nur einen Teilbereich                                                                        | Eine kleine Seitenfläche der Königstraße, die nicht zum eigentlichen Straßenverlauf zählte, erhielt 1936 zu Ehren von Emanuel Geibel den neuen Namen Geibelplatz, wie in den Akten des Tiefbauamtes dokumentiert ist. Es scheint jedoch, dass der Platz nie Straßenschilder erhielt, und trotz seiner belegten Benennung erscheint er weder im offiziellen Straßenverzeichnis noch auf Stadtplänen. |
| Gerade Querstraße (nördlicher Teil) | 1956                   | - Krumme Dwasstraße (1852–1884) - Krumme Querstraße (1884–1956)                                                                              | Die im Zweiten Weltkrieg zerstörte Krumme Querstraße erhielt beim Wiederaufbau einen veränderten, begradigten Verlauf und wurde 1956 als nördliche Verlängerung der Geraden Querstraße zugeschlagen. |
| Glashüttenweg                       | 1945                   | - Glashüttenweg (1871–1936) - Curt-Helm-Straße (1936–1945)                                                                                   | 1936–1945 benannt nach Curt Christian Helm. |
| Große Kiesau                        | 1884                   | Kiesau (1852–1884) | |
| Gustav-Radbruch-Platz               | 1963                   | Burgtorplatz (1955–1963) | Der als Drehscheibe für den Bus- und Straßenbahnverkehr bestimmte Platz am südlichen Ende des Burgfelds war 1955 neu angelegt worden. |
| Haler Ort                           | 1938                   | Hafenstraße ([?]-1938) | |
| Hamsterweg                          | 1945                   | Füsilierweg (1943–1945) | |
| Hartengrube                         | 1884                   | Herzengrube (1852–1884) | |
| Hirschpaß                           | 1946                   | Bertholdstraße (1940–1946) | 1940–1946 benannt nach Rudolf Berthold. |
| Hirtenbergweg                       | 1948                   | Heidelbergweg (1941–1948) | |
| Holstentorplatz                     | 1945                   | - Holstentorplatz (1934–1938) - Adolf-Hitler-Platz (1938–1945)                                                                               | |
| Hornkamp                            | 1946                   | Tiefensteuer (1935–1946) | Zunächst benannt nach einem Objekt des Flugzeugbaus, wie mehrere Straßen der Teutendorfer Siedlung, die für Beschäftigte der Erprobungsstelle See erbaut wurde |
| Hüxterdamm                          | 1884                   | Hüxterbrücke (1852–1884) | |
| Ida-Boy-Ed-Garten                   | 1952                   | Wakenitzmauer (1903–1952); die Umbenennung betraf nur einen Teilbereich                                                                      | Die Umbenennung im Jahre 1952 bezog sich nur auf ein kurzes Teilstück am Nordende der Wakenitzmauer. |
| Im Block                            | 1945                   | Hofweg (1945) | Bei der Benennung der Straße im Stadtbezirk Niendorf wurde vermutlich übersehen, dass bereits seit den 1920er Jahren ein Hofweg im Stadtbezirk Karlshof existierte. Daher erfolgte kurzfristig eine Umbenennung in Im Block. |
| Im Eichholz                         | 1946                   | Immelmannstraße (1940–1946) | 1940–1946 benannt nach Max Immelmann. |
| Im Ende                             | 1938                   | Neustraße ([?]-1938) | |
| Im Eulennest                        | 1945                   | Grenadierweg (1943–1945) | |
| Im Fuchsloch                        | 1945                   | Funkerweg (1943–1945) | |
| Im Musennest                        | 1945                   | Musketierweg (1943–1945) | |
| Jahrmarktstraße                     | 1938                   | Marktstraße (1887–1938) | |
| Jerusalemsberg                      | 1946                   | - Jerusalemsberg (1871–1935) - Am Kreuzberg (1935–1946)                                                                                      | |
| Josephstraße                        | 1950                   | Lupinenstraße ([?]-1950; Teilstück) | Das Datum der ursprünglichen Benennung ist aus den Akten des Tiefbauamts nicht ersichtlich. Der ursprüngliche Straßenzug Lupinenstraße wurde 1950 in zwei separate Straßen, den Lupinenweg und die anschließende Josephstraße, aufgeteilt. |
| Kaninchenbergweg (östlicher Teil)   | 1946                   | Rumeystraße (1940–1946) | Die Rumeystraße wurde als östliche Verlängerung dem vorhandenen Kaninchenbergweg zugeschlagen. Sie war nach Fritz Rumey benannt. |
| Kapitelstraße                       | 1884                   | Pfaffenstraße bei der Parade (1852–1884) | |
| Karl-Loewe-Weg                      | 1955                   | Butendoor (1954–1955) | |
| Karl-Roß-Weg                        | 1947                   | Wasserweg (1869–1947) | |
| Kirchplatz                          | 1945                   | - Johannis-Kirchplatz (vor 1928–1933) - Schlageter-Platz (1933–1945)                                                                         | 1933–1945 benannt nach Albert Leo Schlageter. |
| Kleine Kiesau                       | 1884                   | Kiesau bei St. Petri (1852–1884) | |
| Koberg                              | 1936                   | - Kaufberg (1853–1884) - Koberg (1884–1889) - Geibelplatz (1889–1936)                                                                        | |
| Knud-Rasmussen-Straße               | 1953                   | Bertha-von-Suttner-Straße (1952–1953) | 1952/53 benannt nach Bertha von Suttner. |
| Konrad-Adenauer-Straße              | 1967                   | Bahnhofstraße (1906–1967) | |
| Kumulusstraße                       | 1946                   | Tragfläche (1935–1946) | Zunächst benannt nach einem Objekt des Flugzeugbaus, wie mehrere Straßen der Teutendorfer Siedlung, die für Beschäftigte der Erprobungsstelle See erbaut wurde |
| Küterstraße                         | 1938                   | Fischstraße ([?]-1938) | |
| Kupferschmiedestraße                | 1884                   | Kleine Schmiedestraße (1852–1884) | |
| Kurauer Straße                      | 1945                   | Dorpatstraße (1936–1945) | 1936–1945 benannt nach der Stadt Dorpat. Nicht identisch mit der 2001 benannten Dorpatstraße. |
| Lichte Querstraße                   | 1884                   | Lichte Dwasstraße (1852–1884) | |
| Lindenplatz                         | 1945                   | - Lindenplatz (1869–1928) - Friedrich-Ebert-Platz (1928–1933) - Danziger Freiheit (1933–1945)                                                | 1928–1933 benannt nach Friedrich Ebert. |
| Lindwurmstraße                      | 1946                   | Christensenstraße (1937–1946) | Zunächst vermutlich benannt nach einem Flieger, wie mehrere Straßen der Teutendorfer Siedlung, die für Beschäftigte der Erprobungsstelle See erbaut wurde; |
| Lupinenweg                          | 1950                   | Lupinenstraße ([?]-1950; Teilstück) | Das Datum der ursprünglichen Benennung ist aus den Akten des Tiefbauamts nicht ersichtlich. Der ursprüngliche Straßenzug Lupinenstraße wurde 1950 in zwei separate Straßen, den Lupinenweg und die anschließende Josephstraße, aufgeteilt. |
| Marlesgrube                         | 1884                   | Marlitzgrube (1852–1884) | |
| Marstallweg                         | 1946                   | Carl-Hans-Lody-Steg (1934–1946) | 1934–1946 benannt nach Carl Hans Lody. |
| Mecklenburger Straße                | 1945                   | - Schlutuper Landstraße/Lübecker Straße/Mecklenburger Straße ([?]-1938) - Ludendorffstraße (1938–1945)                                       | Die drei Straßen, deren Benennungsdaten nicht auffindbar sind, wurden 1938 zu einem durchgehenden Straßenzug zusammengefasst und nach Erich Ludendorff benannt. Bei der Namensänderung 1945 wurde die Vereinigung der drei Straßen beibehalten. |
| Medenbreite                         | 1952                   | Madenbreite (1949–1952) | |
| Moislinger Berg                     | 1938                   | - Judenberg (1915–1933) - Bergstraße (1933–1938)                                                                                             | Da bereits eine Bergstraße im Stadtteil St. Gertrud existierte, erhielt die 1933 umbenannte Moislinger Straße nach nur fünf Jahren abermals einen neuen Namen. |
| Moislinger Mühlenweg                | 1938                   | Mühlenweg (1915–1938) | |
| Mollwostraße                        | 1946                   | Kurt-Hermann-Straße (1937–1946) | Zunächst benannt nach einem Flieger, wie mehrere Straßen der Teutendorfer Siedlung, die für Beschäftigte der Erprobungsstelle See erbaut wurde; umbenannt nach Ludwig Mollwo, 1735 bis 1760 Stadthauptmann von Travemünde |
| Mühlenbrücke                        | 1884                   | Mühlenthorbrücke (1880–1884) | |
| Mühlentorplatz                      | 1953                   | - Mühlentor (nur inoffiziell; bis 1933) - Adolf-Hitler-Platz (1933–1938) - (ohne Namen; 1938–1953)                                           | Die Kreuzung, an der Mühlenbrücke, Kronsforder Allee und Ratzeburger Allee zusammentreffen, war auf Stadtplänen vor 1933 als Mühlentor verzeichnet, und auch das Tiefbauamt verwendete diese Bezeichnung; es handelte sich jedoch nicht um einen amtlich festgelegten Namen, offiziell war die Kreuzung nicht separat gewidmet und trug keinen Namen. 1933 wurde sie zum Platz erklärt und nach Adolf Hitler benannt (zusammen mit dem 1933 gleichfalls Adolf-Hitler-Platz benannten späteren St.-Jürgen-Platz in Travemünde existierten somit ab 1934 zeitgleich zwei Plätze dieses Namens in Lübeck, bis 1938 der umbenannte Holstentorplatz einziger Namensträger wurde), verlor diesen Namen aber 1938 wieder an den umbenannten Holstentorplatz und wurde erneut namenlos. Erst mit der Anlage des Kreisverkehrs 1953 entstand hier wieder ein eigens benannter Platz. |
| Mühlenweg                           | 1938                   | Mühlenberg ([?]-1938) | |
| Niendorfer Mühlenweg                | 1947                   | Schmiedekoppel (1945–1947) | |
| Nikolaistraße                       | 1946                   | Briesestraße (1937–1946) | 1937–1946 benannt nach Carl Briese. |
| Parkallee                           | 1945                   | - Binnenallee (1887–1934) - Schlageter-Allee (1934–1945)                                                                                     | 1934–1945 benannt nach Leo Schlageter. |
| Pfaffenstraße                       | 1884                   | Pfaffenstraße bei St. Catharinen (1852–1884)                                                                                                 | |
| Rathenaustraße                      | 1947                   | - Kaiser-Friedrich-Straße (1898–1922) - Rathenaustraße (1922–1933) - Bürgermeister-Neumann-Straße (1933–1947)                                | 1898–1922 benannt nach Kaiser Friedrich III.; 1922–1933 benannt nach Walther Rathenau; 1933–1947 benannt nach Johann Martin Andreas Neumann. |
| Rehderbrücke                        | 1945                   | - Horst-Wessel-Brücke (1936–1945) - Neue Hüxtertorbrücke (1945–1946)                                                                         | 1936–1945 benannt nach Horst Wessel. |
| Reinsbeker Straße                   | 1945                   | Rigastraße (1936–1945) | 1936–1945 benannt nach der Stadt Riga. Nicht identisch mit der 1986 benannten Rigastraße. |
| Republikplatz                       | 2019                   | - Kaiser-Friedrich-Platz (1898–1922) - Republikplatz (1922–1933) - Hindenburgplatz (1933–2019)                                               | 1898–1922 benannt nach Kaiser Friedrich III.; 1933–2019 benannt nach Paul von Hindenburg. |
| Roggenstieg                         | 1950                   | Farnstieg ([?]-1950) | Das Datum der ursprünglichen Benennung ist aus den Akten des Tiefbauamts nicht ersichtlich; nicht identisch mit dem Farnstieg, der im selben Jahr seinen bis heute gültigen Namen durch Umbenennung des Hopfenwegs erhielt (siehe oben). |
| Rönnauer Ring                       | 1946                   | Richthofenring (1938–1946) | Zunächst benannt nach einem Flieger, wie mehrere Straßen der Teutendorfer Siedlung, die für Beschäftigte der Erprobungsstelle See erbaut wurde; hier Manfred von Richthofen |
| Rosalind-Franklin-Weg               | 2020                   | Lenardweg (1961–2020) | Die Lübecker Bürgerschaft beschloss am 31. Januar 2019, dass die nach dem Physiker Philipp Lenard, einem Unterstützer des Nationalsozialismus, benannte Straße eine neue Bezeichnung erhalten soll. In seiner Sitzung am 16. November 2020 setzte der städtische Bauausschuss den Bürgerschaftsbeschluss um und legte fest, dass die Straße fortan den Namen der Biochemikerin Rosalind Franklin trägt, passend zu den ebenfalls nach Wissenschaftlern benannten Straßen der Umgebung. Die Entscheidung wurde am 24. November 2020 veröffentlicht. |
| Schildstraße                        | 1884                   | Aegidienstraße (1852–1884); die Umbenennung betraf nur einen Teilbereich                                                                     | Die Schildstraße galt ursprünglich nicht als eigenständige Straße, sondern wurde über Jahrhunderte als Teil der in zwei Arme aufgegabelten Aegidienstraße betrachtet. Erst 1884 wurde der südliche Arm zur eigenständigen Straße erklärt und erhielt ihren bis heute gültigen Namen zugewiesen. |
| Schlutuper Kirchstraße              | 1938                   | Kirchstraße ([?]-1938) | |
| Schrangen                           | 1931                   | Alter Schrangen (1852–1931)/Kleiner Schrangen (1884–1931)                                                                                    | Der heutige Schrangen entstand aus der Zusammenlegung zweier parallel verlaufender Gassen, die die Breite Straße mit der Königstraße verbanden. |
| Schmiedestraße (nördlicher Teil)    | 1958                   | Hinter St. Petri (1852–1958) | Die im Zweiten Weltkrieg zerstörte Straße Hinter St. Petri wurde beim Wiederaufbau als nördliche Verlängerung der Schmiedestraße zugeschlagen. |
| Schusterbreite                      | 1938                   | Feldstraße (1905–1938) | |
| Seerosenstraße                      | 1946                   | Löwenhardtstraße (1940–1946) | 1940–1946 benannt nach Erich Loewenhardt. |
| Siebente Querstraße                 | 1884                   | Siebente Dwasstraße (1852–1884) | |
| Siemser Mühlenweg                   | 1938                   | Mühlenweg (1936–1938) | |
| Sonnenau                            | 1946                   | Höhensteuer (1935–1946) | Zunächst benannt nach einem Objekt des Flugzeugbaus, wie mehrere Straßen der Teutendorfer Siedlung, die für Beschäftigte der Erprobungsstelle See erbaut wurde. |
| Spieringshorster Straße             | 1946                   | Wolffstraße (1940–1946) | 1940–1946 benannt nach Jacob Wolff. Die Benennung dieser Straße stellt ein unerklärtes Kuriosum dar: Wie weitere neu angelegte Straßen der Siedlung Eichholz im Stadtteil Wesloe wurde sie nach einem Jagdflieger des Ersten Weltkriegs benannt. Dabei übersah die nationalsozialistische Stadtverwaltung jedoch, dass Jacob Wolff Jude gewesen war. Es dürfte sich um den einzigen Fall handeln, in dem während des Dritten Reiches eine Straße nach einem Juden benannt wurde. |
| St.-Jürgen-Platz                    | 1938                   | Adolf-Hitler-Platz (1934–1938) | Zusammen mit dem 1933 gleichfalls Adolf-Hitler-Platz späteren Mühlentorplatz (siehe oben) existierten somit ab 1934 zeitgleich zwei Plätze dieses Namens in Lübeck, bis 1938 der umbenannte Holstentorplatz einziger Namensträger wurde. |
| Stettiner Straße                    | 1954                   | Rheinische Straße (1953–1954) | |
| Stockelsdorfer Straße               | 1945                   | Dr.-Todt-Straße ([?]-1945) | Vor 1945 benannt nach Fritz Todt. Wann die als Zufahrt zur heutigen Anschlussstelle Lübeck-Zentrum der Bundesautobahn 1, eröffnet am 13. Mai 1937, neu angelegte Straße ihren Namen erhielt, ist unklar. Sie wird in den Akten des Tiefbauamtes vor 1945 nicht erwähnt und ist auch nicht im letzten Adressbuch von 1942 aufgeführt. Ihre Umbenennung ist jedoch 1945 ausdrücklich dokumentiert. |
| Stresemannstraße                    | 1947                   | - Friedrich-Wilhelm-Straße (1875–1929) - Stresemannstraße (1929–1933) - Friedrich-Wilhelm-Straße (1933–1947)                                 | 1875–1929 und 1933–1947 benannt nach Kronprinz Friedrich Wilhelm, dem späteren Kaiser Friedrich III. |
| Sudetenstraße                       | 1950                   | Mendelstraße (1950) | Den Wünschen der Landsmannschaft der Sudetendeutschen entsprechend wurde die 1950 beschlossene Benennung nach Gregor Mendel noch im selben Jahr geändert. |
| Teutenbrink                         | 1946                   | Propeller (1935–1946) | Zunächst benannt nach einem Objekt des Flugzeugbaus, wie mehrere Straßen der Teutendorfer Siedlung, die für Beschäftigte der Erprobungsstelle See erbaut wurde |
| Torneiweg                           | 1933[?]                | - Torneiweg (1871–1933) - An der Hafenbahn (1933[?])                                                                                         | Die Umbenennung des Torneiwegs, benannt nach in früheren Jahrhunderten in dieser Gegend befindlichen Turnierfeld, wurde 1933 vom Tiefbauamt dokumentiert, scheint aber nach kurzer Zeit rückgängig gemacht oder nie umgesetzt worden zu sein. Es gibt keine Hinweise darauf, dass die Straße den neuen Namen jemals wirklich trug, und auch im 1942 erschienenen letzten Lübecker Adressbuch ist sie noch als Torneiweg ohne jeden Hinweis auf eine Namensänderung aufgeführt. |
| Travemünder Allee                   | 1936                   | Israelsdorfer Allee (1869–1936) | |
| Wakenitzmauer                       | 1884                   | An der Mauer/Im Sack/Bei der Schafferei (1852–1884)                                                                                          | Die heutige Straße Wakenitzmauer galt ursprünglich als Teil der Straße An der Mauer, wobei ein kurzer Abschnitt etwa in der Mitte des Straßenverlaufs den Namen Im Sack trug und das nördlichste Ende Bei der Schafferei hieß. 1884 wurde die Straße An der Mauer in zwei Straßen aufgeteilt; der südliche Abschnitt behielt seinen Namen, der nördliche wurde in Wakenitzmauer umbenannt und erhielt Im Sack und Bei der Schafferei zugeschlagen. |
| Vogteistraße                        | 1938                   | Bahnhofstraße (1887–1938) | |
| Wakenitzufer                        | 1946                   | - Wakenitzufer (1902–1936) - Skagerrakufer (1936–1946) - Karl-Roß-Ufer (1946–1947)                                                           | 1936–1946 benannt nach der Skagerrakschlacht; 1946/47 benannt nach Karl Ross. |
| Waldweg (Teilstück)                 | 1972                   | Grenzweg ([?]-1972; nicht offiziell) | Durch die Verlängerung des Waldwegs auf dem Priwall wurde die geläufige, aber nicht durch offizielle Widmung festgelegte Bezeichnung Grenzweg für das betroffene Teilstück ausdrücklich aufgehoben. |
| Wallstraße                          | 1938                   | Erste Wallstraße/Zweite Wallstraße/Dritte Wallstraße (1884–1938)                                                                             | |
| Willy-Brandt-Allee                  | 1993                   | Lastadie (1934–1993) | Die 1934 angelegte Straße ist nicht identisch mit der im selben Gebiet befindlichen, aber bereits 1894 aufgehobenen Lastadie. |
| Wißmannstraße                       | 1946                   | Lettow-Vorbeck-Straße (1937–1946) | 1937–1946 benannt nach Paul von Lettow-Vorbeck. |
| Zum Gogenberg                       | 1938                   | Marienstraße ([?]-1938) | |

## Beschlossene, aber noch nicht umgesetzte Umbenennungen
| Gegenwärtiger Straßenname | Benennungsjahr | Umbenennungsbeschluss | Anmerkungen                                   |
| ------------------------- | -------------- | --------------------- | --------------------------------------------- |
| -/-                       | -/-            | -/-                   | Es stehen gegenwärtig keine Umbenennungen an. |